# Легенда о Тиле
«Леге́нда о Ти́ле» — советский художественный фильм 1976 года режиссёров Александра Алова и Владимира Наумова, снятый по мотивам романа бельгийского писателя Шарля Де Костера «Легенда об Уленшпигеле». Состоит из двух полнометражных фильмов — «Пепел Клааса» и «Да здравствуют нищие», каждый из которых, в свою очередь, делится на две серии. Кроме того, существует телевизионная пятисерийная версия, включающая материал, не вошедший в киноверсию.  
Атмосфера средневекового фламандского города воссоздана посредством съёмок в Таллине и Гданьске. А под голландские парусники были «закамуфлированы» рыбацкие сейнеры латвийского колхоза «Узвара». Гавань того же хозяйства в устье реки Лиелупе в Юрмале изображает голландский порт и полузатопленный город.

## Сюжет

### Фильм первый «Пепел Клааса»
XVI век. Свободолюбивый и жизнерадостный народ Нидерландов под властью испанского короля: гонения, пытки, костры инквизиции, поощрение доносчиков… Бесстрашному Тилю Уленшпигелю и его верной подруге Неле предстоит пройти через множество испытаний.

### Фильм второй «Да здравствуют нищие!»
Народ Нидерландов, истерзанный жестокими королевскими указами, налогами, обвинениями в ереси, пытками и казнями, начал освободительную войну против испанского владычества. Немало подвигов совершат народный герой Тильберт Уленшпигель и его друг Ламме Гудзак, прежде чем на их родную землю вернётся мир.

## В ролях
| Актёр                    | Роль                                             |
| ------------------------ | ------------------------------------------------ |
| Лембит Ульфсак           | Тиль Уленшпигель                                 |
| Наталия Белохвостикова   | Неле                                             |
| Евгений Леонов           | Ламме Гудзак                                     |
| Михаил Ульянов           | угольщик, отец Тиля Клаас                        |
| Лариса Малеванная        | мать Тиля Сооткин                                |
| Алла Демидова            | мать Неле Катлина                                |
| Анатолий Солоницын       | рыбник                                           |
| Иннокентий Смоктуновский | император Карл V                                 |
| Владислав Дворжецкий     | король Филипп II                                 |
| Николай Горлов           | сосед Клааса Ханс                                |
| Николай Граббе           | судья                                            |
| Евгений Евстигнеев       | священник                                        |
| Вадим Захарченко         | палач города Дамме                               |
| Владимир Кашпур          | посланец Иоста Симон Праат                       |
| Юрий Квятковский         | эпизод                                           |
| Владимир Лебедев         | оповещающий о важных событиях горожанин          |
| Игорь Ледогоров          | Вильгельм Оранский                               |
| Сергей Торкачевский      | звонарь Помпилиус Нуман                          |
| Игорь Ясулович           | предводитель слепых                              |
| Олег Савосин             | слепой                                           |
| Анатолий Яббаров         | слепой                                           |
| Леонид Иудов             | слепой                                           |
| Вера Васильева           | жена Ламме Каллекен                              |
| Олег Видов               | адмирал де Люме                                  |
| Сергей Кулагин           | толстый монах на корабле отец Корнелис Адриансен |
| Владислав Курсиш         | мальчик на корабле сын рыбака Старки Пира        |
| Юозас Будрайтис          | адмирал по прозвищу «Долговязый» (Трелонг)       |
| Юрий Волынцев            | герцог ван Бредероде                             |
| Тариэл Габидзашвили      | горожанин с обезьянкой                           |
| Евгений Гуров            | священник                                        |
| Витольд Дедерко          | живущий при тюрьме старик                        |
| Юлия Диоши               | Маргарита Пармская                               |
| Микаэла Дроздовская      | мать девочки, убитой оборотнем                   |
| Маргарита Жигунова       | Изабелла Португальская                           |
| Людмила Иванова          | старая дева                                      |
| Александр Январёв        | хромой Корнуин                                   |
| Улдис Лиелдиджс          | граф Эгмонт                                      |
| Аскольд Лясота           | ведущий на продажу нищих фламандец               |
| Эмилия Мильтон           | хозяйка трактира Стевениха                       |
| Анатолий Обухов          | тюремщик                                         |
| Светлана Орлова          | девица                                           |
| Лев Перфилов             | секретарь суда                                   |
| Светлана Родина          | придворная Карла                                 |
| Ёла Санько               | девица                                           |
| Лех Сколимовский         | герцог Альба                                     |
| Анатолий Соловьёв        | возчик Томас Утенхове                            |
| Константин Тыртов        | глашатай                                         |
| Владимир Фёдоров         | шут Ян                                           |
| Андрей Юренев            | граф Горн                                        |
| Ян Янакиев               | граф де Берлеймон                                |
| Николай Карнаухов        | шантажируемый Ламме хозяин харчевни              |
| Евгений Райков           | кузнец                                           |
| Николай Сморчков         | смелый гёз                                       |
| Владимир Шакало          | Ризенкрафт                                       |
| Анатолий Подшивалов      | хозяин харчевни                                  |
| Николай Кутузов          | священник                                        |
| Леонид Марков            | брат Клааса Иост (отсутствует в киноверсии)      |
| Виктор Шульгин           | новый угольщик                                   |
| Нелли Пшённая            | знатная дама                                     |
| Георгий Георгиу          | монах на базаре                                  |
| Николай Тагин            | нищий                                            |

## Съёмочная группа
- Авторы сценария и режиссёры — Александр Алов, Владимир Наумов, Иван Иваницкий
- Оператор-постановщик — Валентин Железняков
- Художники — Алексей Пархоменко, Евгений Черняев
- Композитор — Николай Каретников
- Художник по костюмам — Лидия Нови
- В фильме использована музыка Антонио Вивальди и Владимира Вавилова[2].
- Звукооператор — Роланд Казарян
- Дирижёры — Юрий Николаевский (киноверсия), Эмин Хачатурян (телевариант)
- Художники-декораторы — Владимир Кирс, Владимир Фабриков
- Редактор картины — Нина Скуйбина
- Музыкальный редактор — Раиса Лукина
- Консультант — Мария Мерцалова
- Директор картины — Семён Миндич

## Награды
1978 — 11 Всесоюзный кинофестиваль в Ереване:
- Специальный приз жюри за высокое художественное достоинство произведения — фильму «Легенда о Тиле»;
- Приз за высокое операторское мастерство — Валентину Железнякову;
- Приз за высокую культуру изобразительного решения — художникам: Алексей Пархоменко, Евгений Черняев, Лидия Нови.

## Издание на видео
В 2007 году вышло лицензионное издание кинотеатральной версии фильма на двух DVD-дисках.

## Факты
Наверное, у каждого артиста есть роли, о которых говорят, что они созданы для него или он создан для этих ролей. Санчо в «Человеке из Ламанчи» и Ламме из «Легенды о Тиле» — такие вот «мои роли». — [belousenko.com/books/art/leonov_letters.htm Евгений Леонов. Письма к сыну]
- На роль Тиля пробовался актёр Александр Абдулов[4].
- Полусапожки из фильма «Легенда о Тиле» Е. Леонов носит также в фильме «Кин-дза-дза!»[5].
- Ряд сцен снят в Таллине на улице Катарийна-Кяйк.